# Marc Jongen

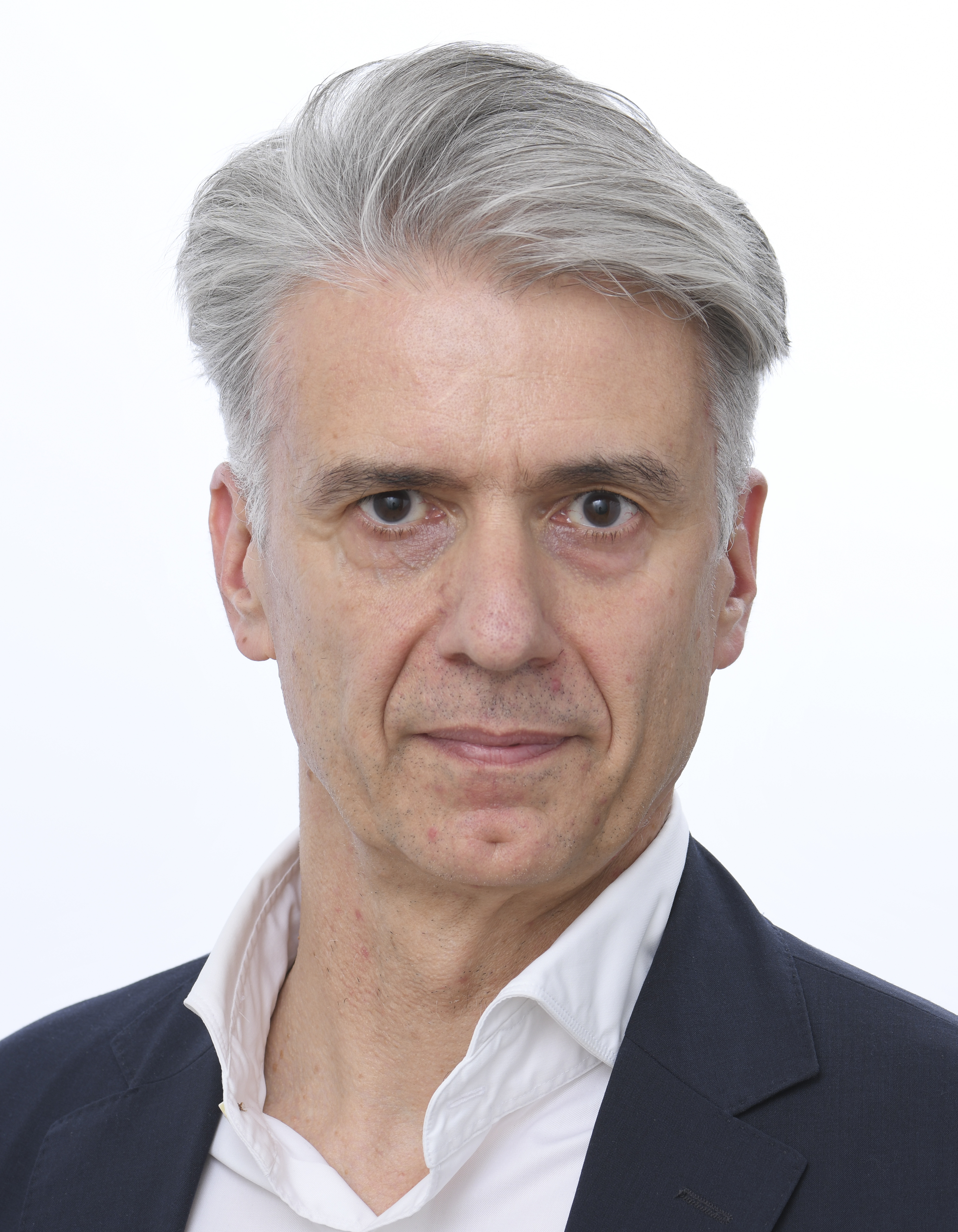
Marc Jongen (2024)

Marc Stephan Jongen (* 23. Mai 1968 in Meran, Italien) ist ein Politiker der AfD und Dozent. Er hat die deutsche, niederländische und italienische Staatsbürgerschaft. Er gilt als „Parteiphilosoph“, „Chefideologe“ oder „Vordenker“ der AfD. Er war von März 2017 bis Februar 2019 Landessprecher der AfD Baden-Württemberg und ist seither stellvertretender Landessprecher. Seit 2024 ist Jongen Mitglied des Europäischen Parlaments, zuvor war er von 2017 bis 2024 Mitglied des Deutschen Bundestages.

## Herkunft und Studium
Jongen wuchs in Lana in Südtirol auf. Über seinen Vater hat er die niederländische, über seine Mutter die italienische Staatsbürgerschaft. Er studierte 1987/1988 Volkswirtschaft an der Wirtschaftsuniversität Wien und danach bis 1995 Philosophie sowie eine Fächerkombination aus Indologie, Geschichte, Germanistik und Wissenschaftstheorie an der Universität Wien. Nach einem dreimonatigen Indienaufenthalt legte er 1996 seine Magisterarbeit mit dem Titel Das Wesen spiritueller Erkenntnis erschlossen aus dem Advaita Vedanta Shri Shakaracharyas vor, die überarbeitet 1998 im Verlag Eugen Diederichs erschien. Darin heißt es: „Der spirituelle Standpunkt ist der einzige, von dem aus ein Ausweg aus der gegenwärtigen Krise der Menschheitsentwicklung sich zeigen kann, der einzige, von dem aus eine grundlegende Erneuerung unseres Wissens, unserer Kultur und Gesellschaft – nämlich im Sinne der Wiederherstellung des Uralten – möglich ist.“
In den Jahren zwischen 1996 und 1999 war er Kulturredakteur der Neuen Südtiroler Tageszeitung in Bozen und arbeitete an einer „Philosophie der Astrologie“. 1999 begann er ein Doktoratsstudium an der Staatlichen Hochschule für Gestaltung (HfG) in Karlsruhe als Stipendiat der Leopold-Ziegler-Stiftung. Von 2001 bis 2003 war Jongen Landesgraduiertenstipendiat des Landes Baden-Württemberg. 2009 wurde er zum Doktor der Philosophie promoviert.
2011 erhielt Jongen die deutsche Staatsangehörigkeit.

## Akademische Laufbahn
Von 2003 bis 2017 war Jongen wissenschaftlicher Mitarbeiter für Philosophie und Ästhetik an der
Staatlichen Hochschule für Gestaltung Karlsruhe (HfG Karlsruhe). Seit 2017 ruht das Beschäftigungsverhältnis aufgrund von Jongens Bundestagsmandat. Zuvor hatte er die Verstetigung seiner Stelle gegen den Willen der Hochschule gerichtlich eingeklagt.
Während dieser Zeit entstand auch Jongens Dissertation mit dem Titel Nichtvergessenheit. Tradition und Wahrheit im transhistorischen Äon. Umrisse einer hermetischen Gegenwartsdeutung im Anschluss an zentrale Motive bei Leopold Ziegler und Peter Sloterdijk. Die Arbeit, so Jongen in seiner Einleitung, enthalte „gewissermaßen eine Wette darauf, dass wir gegenwärtig einem Weltalterwechsel assistieren, der Ausblicke in einen transhistorischen Äon oder Zeit-Raum freigibt, im Zuge dessen auch das gesamte überlieferte Material einer grundsätzlichen Revision unter den Auspizien eines gewandelten Zeitbewusstseins und epistemologischen Regimes insgesamt unterzogen wird“. Für diese Revision der gesamten philosophischen Überlieferung böten Ziegler und Sloterdijk die geeigneten „Theoriemittel“: „Während uns Ziegler die […] Stimme Alteuropas ist, […], ist uns Sloterdijk das Medium des Weltgeists auf seinem zeitgenössischem Stand“. Die Arbeit wurde von Peter Sloterdijk betreut und mit summa cum laude bewertet. Sie wurde nie als Buch veröffentlicht. Seine ebenfalls bei Sloterdijk geplante Habilitation hat Jongen abgebrochen.
Bis 2015, dem Ende der Amtszeit Sloterdijks als Rektor, war Jongen dessen Assistent. Von 2011 bis 2015 gab er die Reihe HfG Forschung heraus. In einem Beitrag zu einer Festschrift zu Sloterdijks 60. Geburtstag bescheinigte Jongen diesem einen „Seminar- und Vortragsstil“ mit „Merkmalen dessen, was in Indien ‚Satsang‘ genannt wird: Zusammenkunft von Wahrheitssuchern bei einem spirituellen Meister“.
Sloterdijk wiederum hat sich 2016 von seinem ehemaligen Assistenten Jongen in einem Interview öffentlich distanziert: „Er dürfte sich vielleicht als mein Schüler bezeichnen, wenn er in seiner Assistentenzeit wenigstens ein einziges vorzeigbares Buch geschrieben hätte. So aber bleibt es nur bei falschen Zitaten.“ 2018 beantwortete Sloterdijk die Frage, ob es eine gemeinsame Basis („common ground“) zwischen ihm und Jongen gäbe, gegenüber dem New Yorker mit einem klaren Nein und nannte Jongen einen „kompletten Hochstapler“ („a complete impostor“). Jongen habe seine akademischen Ziele aufgegeben, und die Politik sei nun ein Ausweg für ihn. Sloterdijk kritisierte 2020 zudem, Jongen habe sein Konzept von Eros und Thymos falsch interpretiert, und gab an, seit Längerem keinen Kontakt mit ihm zu haben.
Mitte Oktober 2017 hielt Jongen im Hannah Arendt Center des Bard College in New York einen Vortrag zum Thema „Does Democracy Need to be More Populist?“ anlässlich der Konferenz „Crises of Democracy: Thinking in Dark Times“. Jongens Einladung als Vortragsredner durch das Hannah Arendt Center wurde von Professoren in den USA kritisiert. Inhalt und Form des Vortrags wurden auch in der deutschen Presse negativ beurteilt: Die Frankfurter Allgemeine Zeitung nannte Jongens Ausführungen „philosophisch dürftig“, die Zeit verglich sie mit einer „Bierzeltrede“, die „allein aus politisch-agitatorischen Behauptungen, die sich in ähnlicher Form im Parteiprogramm der AfD wiederfinden“, bestünde.

## Politische Laufbahn
Jongen trat im April 2013 in die Alternative für Deutschland ein. Auf dem Gründungsparteitag des Landesverbandes Baden-Württemberg wurde er als Beisitzer in den Vorstand gewählt. Im Januar 2014 wurde er stellvertretender Sprecher der AfD Baden-Württemberg und im Januar 2015 Mitglied der Bundesprogrammkommission. Zur Bundestagswahl 2013 stand er auf Platz 10 der Landesliste und war Direktkandidat im Bundestagswahlkreis Karlsruhe-Stadt. 2014 wurde er vom Bundesparteitag auf Platz 8 der Kandidatenliste zur Europawahl gewählt, war damit erster Nachrücker, und verzichtete später zugunsten von anderen. Im März 2017 wurde Jongen in Sulz am Neckar vom Landesparteitag neben Ralf Özkara zu einem der beiden Landessprecher der AfD Baden-Württemberg gewählt.
Zur folgenden Bundestagswahl 2017 am 24. September zog Jongen über Platz 3 der Landesliste der AfD Baden-Württemberg in den 19. Bundestag ein. Zudem erhielt Jongen als Direktkandidat im Bundestagswahlkreis Neckar-Zaber 12,6 % der Erststimmen und war damit Drittplatzierter im Wahlkreis. Jongen galt im Januar 2018 vorübergehend als Kandidat der AfD für den Vorsitz des Kulturausschusses. Am 23. Januar wurde Jongen zum kulturpolitischen Sprecher der AfD-Bundestagsfraktion gewählt.
Jongen war Mitglied des Vorstands der AfD-nahen Gustav-Stresemann-Stiftung die als Parteinahe Stiftung der AfD in der Diskussion war. Nach Angaben des Stiftungsvorsitzenden Rainer Gross war Jongen für die inhaltliche Arbeit der Stiftung verantwortlich. Außerdem ist er Vorstandsmitglied des AfD-nahen Johann-Gottfried-Herder-Verein für Demokratie in Bonn. Nachdem der AfD-Vorstand sich im April 2018 für die Desiderius-Erasmus-Stiftung als zukünftige Parteistiftung entschieden hatte, berichtete Tagesschau.de, dass Jongen, „der in der neurechten Szene als promovierter Philosoph anerkannt ist, dem Vorstand angehören“ soll. Seit Juli 2018 ist Jongen Mitglied des Kuratoriums der Desiderius-Erasmus-Stiftung.
Im 19. Deutschen Bundestag war Jongen Obmann im Ausschuss für Kultur und Medien. Als ordentliches Mitglied gehörte er dem Ausschuss für Bildung, Forschung und Technikfolgenabschätzung sowie der Enquete-Kommission „Künstliche Intelligenz“ an. Jongen ist als stellvertretendes Mitglied im Kuratorium der Bundeszentrale für politische Bildung vertreten.
Bei der Bundestagswahl 2021 wurde er über Platz 3 der Landesliste erneut in den Deutschen Bundestag gewählt.
Am 18. Juni 2022 wurde Jongen zum Beisitzer im AfD-Bundesvorstand gewählt.
Jongen wurde im Juli 2023 auf einem Europaparteitag in Magdeburg auf Listenplatz 6 als AfD-Kandidat zur Europawahl 2024 gewählt, womit er ein Mandat erreichte. Am 15. Juli 2024 schied er daher aus dem Bundestag aus, Nachrücker war Volker Münz.

## Politische und weltanschauliche Positionen

### „AfD-Manifest“
Im Januar 2014 veröffentlichte Jongen in der Zeitschrift Cicero unter dem Titel „Das Märchen vom Gespenst der AfD“ ein „Manifest“ für seine Partei. Darin ruft er zur Bewahrung traditioneller Familienstrukturen und der deutschen Nationalkultur auf. Wo allerdings der „Amoklauf der Moderne“ sein „Zerstörungswerk“ an diesen Traditionen bereits vollendet habe, gelte es, so Jongen weiter, „tradierungswürdige Zustände“ überhaupt erst neu zu schaffen. Des Weiteren wendet sich Jongen gegen eine Politik der Gleichstellung. Wo „Gleichstellung“ stehe, so Jongen, sei „Gleichschaltung“ nicht weit. „Genuin liberal zu sein“, so Jongen weiter, heiße „daher heute, konservativ zu sein. Zuweilen sogar reaktionär.“ Dem Rechtsextremismusforscher Helmut Kellershohn zufolge bedient Jongen sich einschlägiger Denkfiguren der Neuen Rechten sowie der sogenannten „Konservativen Revolution“ der 1920er Jahre um Arthur Moeller van den Bruck. In dessen Werk „Das dritte Reich“ finde sich etwa der von Jongen sinngemäß paraphrasierte Satz, konservativ sei es, „Dinge zu schaffen, die zu erhalten sich lohnt“.
2016 kündigte Jongen im Gespräch mit zwei FAZ-Redakteuren an, an einer „philosophischen Grundlegung“ für seine Partei zu arbeiten. Dieses bislang unveröffentlichte „Manifest“ in Buchlänge sollte die „Dekonstruktion von Familie und Volk verhindern“.

### Zugehörigkeit zum völkischen Flügel
Der Wissenschaftshistoriker Michael Weingarten, der Mitglied der Partei Die Linke ist, ordnet Jongen in der AfD einer „völkischen, aber nicht der rassistischen Richtung, die von Björn Höcke repräsentiert wird“, zu. Er ziele „nicht auf eine rassenbiologische Position, für die das Volk eine Blut- und Abstammungsgemeinschaft darstellt“, ab, sondern Jongen nutze im Gegensatz zu „den Leitkultur-Ideen aus den Reihen von CDU und CSU, die sich auf das christlich-abendländische Weltbild berufen“, eine „imaginierte alte griechische Tradition“. Jongen selbst grenzt sich nicht explizit von Höcke ab, sieht sich auch nicht als dessen „Gegner“, immerhin seien sie „ja auch in derselben Partei“.

### Migration als „Invasion“
Jongen versuchte sich politisch vor allem in Fragen der Migration zu profilieren. Er äußerte 2016 in einem Interview die Befürchtung, dass sich „im schlimmsten Falle eine bürgerkriegsbereite Stimmung zusammenbrauen“ könne, wenn mehr Flüchtlinge nach Deutschland kämen. Dies sei aus seiner Sicht eine „realistische Annahme“. In einem Zeit-Interview beklagte Jongen 2016, die Deutschen machten sich zum „Knecht von Einwanderern“, und bekundete Sympathie für die als rechtsextrem eingestufte Identitäre Bewegung. Diese zeige zwar ein „verkürztes Verständnis von Kultur“, stelle aber einen Versuch dar, „das aus dem Lot geratene Gebilde der europäischen Kultur von der Identitätsseite her zu korrigieren“.
Die Grenzöffnung im Zuge der Flüchtlingskrise 2015/2016 sei, so Jongen, „weit mehr“ gewesen „als eine grundgesetzwidrige Selbstermächtigung“, nämlich „eine tiefe Verletzung des ‚Seelenraumes‘ der Nation, die wie alle psychopolitischen Gebilde auf Dauer nicht ohne stabile Außenhülle leben“ könne. Gleichwohl sei sie gewissermaßen notwendig gewesen, denn die Nation habe erkannt, dass sie eine „historische Schicksalsgemeinschaft“ sei, was sie zuvor vergessen habe, und sie sei auch rechtzeitig gekommen, denn das deutsche Volk hatte sich laut Jongen schon „beinahe verflüchtigt“. Angela Merkel sei so „zur Katalysatorin jener notwendigen kulturellen Bewusstseinserweiterung“ geworden. 2017 erklärte Jongen in einem Interview mit der neurechten Jungen Freiheit, warum sich bei der AfD im Sommer 2015 niemand mehr für den Euro interessiert habe: „Wenn Sie einen Rohrbruch haben, zugleich aber der Dachstuhl brennt, dann werden Sie auch alle Kräfte auf den Brand als das weitaus größere Problem konzentrieren.“
Am 17. Februar 2017 sprach er im Rahmen der 17. Winterakademie des neurechten Instituts für Staatspolitik in Schnellroda zum Thema „Gewalt“. Weitere Vortragende waren unter anderem Martin Sellner, Aktivist der Identitären Bewegung Österreichs, sowie Jack Donovan, ein Vertreter der US-amerikanischen Alt-Right-Bewegung („Alternative Rechte“, die zum Spektrum der White-Supremacy-Gruppen gehört). Jongen leitete seine Ausführungen mit den Worten ein, hier, im „fast schon mythischen Schnellroda, wo der Mut zur Wahrheit noch eine Heimstatt hat“, habe er das Gefühl, „zu Freunden im Geiste zu sprechen“. In seinem anschließenden Vortrag forderte er dann „zivile Wehrhaftigkeit“ angesichts einer „Invasion der Stressoren“. Die „Migranteninvasion“, so Jongens These, sei ein „Akt der Gewalt“ gegen die „psycho-soziale Integrität“ des deutschen Volkes. Dies sei von den politisch Verantwortlichen so beabsichtigt: Die Politik des „Merkel-Regime[s]“ ziele auf die „Abschaffung der eigenen Kultur, des eigenen Volkes“ und stelle damit aus seiner Sicht ein „historisches Verbrechen“ dar. Der Vortrag wurde später in überarbeiteter Form in der von Götz Kubitschek verantworteten Zeitschrift Sezession veröffentlicht.
Bei einer AfD-Veranstaltung in der Bremischen Bürgerschaft im Oktober 2018 warnte Jongen unter Verweis auf Äußerungen von Yasha Mounk vor einem von „kulturhegemonialen Eliten“, die er nicht näher benannte, „gesteuerten“ Experiment, ethnisch „homogene“ Staaten zu multiethnischen zu machen: „Der Fortbestand des Volkes ist nicht mehr gesichert“, sagte er und forderte ethnische Homogenität als „Basis der Demokratie“ ein. Der Bürgerschaftsdirektor und ehemalige Verfassungsschutzchef Hans-Joachim von Wachter kommentierte die Äußerungen Jongens mit: „Das ist jetzt zu rassistisch für unsere Hausordnung.“ Zu den weiteren Rednern der Veranstaltung gehörten Benedikt Kaiser, Lektor des neurechten Verlags Antaios und lange Zeit in Chemnitz im Umfeld neonazistischer Kameradschaften aktiv, sowie der Dresdner Politikwissenschaftler Werner J. Patzelt.
Jongens Äußerungen fanden auch Eingang in das „Gutachten zu tatsächlichen Anhaltspunkten für Bestrebungen gegen die freiheitliche demokratische Grundordnung in der 'Alternative für Deutschland' (AfD) und ihren Teilorganisationen“ des Bundesamtes für Verfassungsschutz. Darin heißt es unter anderem: „Eindeutig krass abwertend sind schließlich die Äußerungen Jongens, der Flüchtlinge ausdrücklich mit Eindringlingen in die menschliche Psyche und konkludent mit Parasiten gleichsetzt und sie so in einer Weise abwertet, die zur Auslösung von körperlichem Ekel geeignet ist. Die zitierten Ausführungen richten sich damit teils eindeutig gegen die Menschenwürde von Flüchtlingen bzw. Muslimen, teils legen sie eine solche Auslegung zumindest nahe.“

### „Entsiffung des Kulturbetriebs“
Auf seine kulturpolitischen Vorstellungen hin befragt, kündigte Jongen im Januar 2017 gegenüber dem Spiegel an, Ziel seiner Partei sei es, „die Stimmung im Land insgesamt [zu] drehen“ und „die bisherige Förderung politisch korrekter Projekte herunterzufahren“. Seine Wahl zum kulturpolitischen Sprecher der AfD-Bundestagsfraktion im selben Monat kommentierte er mit den Worten, er wolle als Teil der „Abteilung Attacke“ nun „die Entsiffung des Kulturbetriebs in Angriff“ nehmen. Diese Äußerung wurde von Kulturschaffenden als Bedrohung der künstlerischen Freiheit interpretiert. Später erläuterte Jongen, mit der Rede von der „Entsiffung“ hätte er auf das mittlerweile „geflügelte Wort“ Akif Pirinccis von der „rot-grün versifften Republik“ anspielen wollen.
Als kulturpolitischer Sprecher seiner Fraktion befasst sich Jongen unter anderem mit der Konzeption des Humboldt-Forums im wiederaufgebauten Berliner Stadtschloss. Eine unter seiner Federführung entstandene „Große Anfrage an die Bundesregierung“ der AfD-Fraktion behandelt die Probleme der Provenienzforschung und der Restitution von Kulturgütern aus kolonialem Erbe. Die „Dekolonialisierung ethnologischer Museen“, so die These der Verfasser in ihrer Vorbemerkung, berge die Gefahr, ein „Einfallstor für deren ideologische Überformung“ zu schaffen, gingen doch „in die postkoloniale Theoriebildung vor allem auch marxistische Ansätze ein“. Tatsächlich allerdings, so die Kulturwissenschaftlerin Katrin Köppert in ihrer Kritik der Anfrage, setzen sich die meisten postkolonialen Ansätze kritisch vom Marxismus ab. Die Anfrage wurde von Teilen der Presse als ernstzunehmender Beitrag zur Debatte wahrgenommen: „Die AfD zielt mit ihrer Anfrage auf die derzeit brisanteste kulturpolitische Problematik“, hieß es etwa im Tagesspiegel. In derselben Zeitung kam eine andere Autorin allerdings zu dem Schluss: „Natürlich will die AfD die Diskussion über deutsche Kolonialverbrechen damit unterbinden und den Versuch einer Wiedergutmachung diskreditieren“. Die Süddeutsche Zeitung nannte die Anfrage „[s]o raffiniert wie zwielichtig“ und befand: „Statt sich mit den Inhalten der Debatte auseinanderzusetzen, spiegeln die Autoren sie nur aus unterschiedlichen Perspektiven.“
Im Januar 2019 warf Jongen gegenüber der Deutschen Presse-Agentur den deutschen Theatern vor, sich immer wieder „an den zwölf Jahren des Dritten Reichs“ abzuarbeiten, „Schauprozesse“ zu veranstalten und sich „zur antifaschistischen Erziehungsanstalt“ zu reduzieren. Deswegen fordere die AfD die Kürzung öffentlicher Subventionen.
Nachdem im Juni 2019 eine Anfrage des baden-württembergischen AfD-Landtagsabgeordneten Rainer Balzer bekannt wurde, die die staatlichen Bühnen aufforderte, Auskunft über die Staatsangehörigkeiten ihrer Schauspieler, Sänger, Tänzer und Musiker zu geben, regte sich bei Kulturschaffenden des Landes breiter Widerstand. Viele Kommentatoren sahen hier einen Zusammenhang mit Jongens Rede von der „Entsiffung des Kulturbetriebs“. Der geschäftsführende Intendant des Stuttgarter Staatstheaters Marc-Oliver Hendriks sagte im Gespräch mit der Frankfurter Allgemeinen Zeitung, mit Anfragen wie diesen solle „ein anderes gesellschaftliches Klima geschaffen werden“. Aus Sicht Hendriks propagiere Jongen ein „völkisches Kunst- und Kulturverständnis“, an dem sich auch die AfD-Landtagsfraktion in Baden-Württemberg orientiere: „Da werden in Berlin von Marc Jongen Thesen formuliert, damit aus den Länderparlamenten geschossen werden kann, um das Theater zu diskreditieren, die Bürger zu verunsichern und um schließlich die Kürzung von Subventionen fordern zu können“, so Hendriks gegenüber der FAZ.

### Haltung zum Antisemitismus und zum Staat Israel
Im Konflikt um den Abgeordneten Wolfgang Gedeon thematisierte Jongen die Vorwürfe gegen dessen antisemitische Publikationen früh, unterstützte den späteren Versuch, Gedeon aus der Landtagsfraktion in Stuttgart auszuschließen, und stellte in einem Beitrag für die neurechte Junge Freiheit dessen Schriften „in die Tradition übelster antisemitischer Hetzliteratur von Houston Stewart Chamberlain über Alfred Rosenberg bis hin zu Horst Mahler“. Wenn jedoch, so Jongen, das „antisemitische Weltbild eines Wolfgang Gedeon Teil [des] akzeptierten Meinungsspektrums“ in der AfD werde, werde die AfD „[n]ie wieder […] dann die leiseste Kritik an der Siedlungspolitik Israels, an der Machtpolitik der USA oder an den schädlichen Wirkungen des internationalen Finanzkapitals äußern können“, ohne direkt unter Antisemitismus-Verdacht zu geraten. An dieser Stelle, so Paula Tuschling (2021), werde deutlich, dass „Jongen selbst einige antisemitische Ressentiments vertritt“. In einem Gespräch mit dem neurechten Verleger und Publizisten Götz Kubitschek begründete Jongen seine Haltung gegenüber Gedeon u. a. damit, er möchte weiterhin die „heuchlerischen politischen Instrumentalisierungen des Holocaust kritisieren können“ und „nicht schweigen müssen, wenn unsere Bundeskanzlerin die Torheit begeht, die Verteidigung des Staates Israel zur Staatsraison Deutschlands zu erklären.“

### Positionen zum Rassismus und zur deutschen Kolonialgeschichte
Jongen gehörte als „sachverständiger Experte“ der im Juni 2017 konstituierten Enquete-Kommission des Thüringer Landtags zu „Ursachen und Formen von Rassismus und Diskriminierungen in Thüringen“ an. Bei der Anhörung am 12. September 2017 sorgten seine Äußerungen für einen Eklat. In Widerspruch zu allen anderen geladenen Experten bestritt er die Existenz von strukturellem Rassismus. Theoretische Grundlage von Jongens Ausführungen war der wissenschaftlich überholte Rassismus-Begriff von Ruth Benedict aus den 1940er Jahren.
In einer aktuellen Stunde des Bundestags zur Erinnerungskultur im Februar 2018 warf Jongen den anderen Parteien „Rassismus gegen Deutsche“ vor.
Im April 2019 beschrieb Jongen anlässlich einer Debatte des Kulturausschusses zum Thema Raubkunst, die deutsche Kolonialgeschichte als Entwicklungshilfeprojekt mit verbrecherischen Episoden. Insgesamt, so hatte Jongen schon zuvor an anderer Stelle ausgeführt, habe der Kolonialismus zur Stabilisierung der Lebensverhältnisse in den Kolonien geführt.

### „Klimareligion“ als „Staatsideologie“
In einer Bundestagsrede im März 2019 zog Jongen den menschengemachten Klimawandel in Zweifel und nannte finanzielle Aufwendungen für den Klimaschutz Geldverschwendung. Dem Weltklimarat der Vereinten Nationen warf er fehleranfällige Modellrechnungen vor und prangerte eine „mächtige Klimalobby“ an. Die Aktivistin Greta Thunberg wurde von Jongen als ein „krankes Kind“ bezeichnet, das am Asperger-Syndrom leide und in einer „professionell inszenierten Kampagne missbraucht“ werde. Der „Fall Greta“, so Jongen, sei „von höchster Symbolkraft für die wahnhafte Klimarettungspolitik im Ganzen.“
Im Rahmen der Bundestagsdebatte zum 30. Jubiläum der Deutschen Einheit verglich Jongen die Bundesrepublik mit der DDR und bezeichnete „Klimareligion und Multikultidogma“ als neue „Staatsideologie“, die an die Stelle des Kommunismus getreten sei.

### Erinnerungskultur
Anlässlich der Bundestagsdebatte zum Programm „Jugend erinnert“, das zum Ziel hat, die „Wissensvermittlung über Wirkung und Folgen von Diktatur und Gewaltherrschaft zu stärken“, und Kooperationen von KZ-Gedenkstätten mit Bildungseinrichtungen, Jugendorganisationen und Vereinen unterstützt, sagte Jongen im Februar 2020, dadurch werde „die Jugend systematisch zu Schuld und Scham über ihr Deutschsein erzogen“ und lerne, „mit Deutschland Negatives, ja Böses zu assoziieren“. Sie gewöhne sich an den Gedanken, dass Deutschland „eigentlich kein historisches Lebensrecht“ habe und besser verschwinden solle. Diese Form von Gedächtnispolitik sei „psychisches Gift“ und darauf ausgelegt, „den Daseinswillen der Deutschen als Volk und Nation zu brechen“, was „erschreckend weit vorangeschritten“ sei. Der Historiker und ehemalige Direktor der Gedenkstätte Buchenwald Volkhard Knigge meinte dazu, Jongens Äußerungen artikulierten den Wunsch, einen Schlussstrich unter die NS-Verbrechen zu ziehen, wie er bis in die 1980er Jahre auch von nationalkonservativen Teilen der CDU geäußert worden sei. Jongens Worte bedeuteten, so Knigge, jedoch „eine offene Radikalisierung“, denn er suggeriere, dass es bei der deutschen Erinnerungskultur in Wahrheit um ein perfides Projekt zur Selbstauslöschung der Deutschen gehe, was er in einen Zusammenhang mit Fragen von Migration, Flüchtlingen und Globalisierung setze.

## Schriften

### Monographien
- Das Wesen spiritueller Erkenntnis. Eine Reise ins Innere des Geistes (= Diederichs gelbe Reihe. Band 141). Diederichs, München 1998, ISBN 3-424-01392-7.
- Nichtvergessenheit. Tradition und Wahrheit im transhistorischen Äon. Umrisse einer hermetischen Gegenwartsdeutung im Anschluss an zentrale Motive bei Leopold Ziegler und Peter Sloterdijk. Dissertation, HfG Karlsruhe, 2009, OCLC 671380441.

### Herausgeberschaften
- Der göttliche Kapitalismus. Ein Gespräch über Geld, Konsum, Kunst und Zerstörung mit Boris Groys, Jochen Hörisch, Thomas Macho, Peter Sloterdijk und Peter Weibel (= Schriftenreihe der HfG Karlsruhe, Band 1). Fink, München 2007, ISBN 978-3-7705-4368-7.
- Philosophie des Raumes. Standortbestimmungen ästhetischer und politischer Theorie. Fink, München 2008, ISBN 978-3-7705-4643-5.
- mit Koenraad Hemelsoet, Sjoerd van Tuinen: Die Vermessung des Ungeheuren. Philosophie nach Peter Sloterdijk. Fink, München 2009, ISBN 978-3-7705-4747-0.
- mit Luca Di Blasi: Vernunft an die Macht. Streitgespräch zwischen Boris Groys und Vittorio Hösle. Turia + Kant, Berlin 2011, ISBN 978-3-85132-653-6.

### Aufsätze und Essays (Auswahl)
- Sloterdijk Essenz – Homöopathisches Theoriefläschchen, darin ein Abglanz dieses erstaunlichen Genii sich möchte zeigen, zur allgemeinen Erbauung und geistigen Erquickung (...) dargereicht von Marc Jongen. In: Marc Jongen, Cai Werntgen (Hrsg.): Festschrift für Peter Sloterdijk zum 26. Juni 2007, Siegfried Unseld Stiftung, Frankfurt a. M. 2007.
- Die zweiten Hieroglyphen. Entwurf einer Theorie der Hyperbilder. In: Ingo Berensmeyer (Hrsg.): Mystik und Medien. Erfahrung – Bild – Ton (= Mystik und Moderne. Band 4). Fink, München 2008, ISBN 978-3-7705-4677-0, S. 151–172.
- Vom Arbeiter zum Roboter. Ein Gestaltwandel zweiter Ordnung. In: Alexander Pschera (Hrsg.): Bunter Staub. Ernst Jünger im Gegenlicht. Matthes & Seitz, Berlin 2008, ISBN 978-3-88221-725-4, S. 994–308.
- Die Welt unteilbar Eine. Versuch über den Unus Mundus im Anschluss an hermetische Motive bei Leopold Ziegler und Peter Sloterdijk. In: Paulus Wall (Hrsg.): Leopold Ziegler. Mythos – Logos – integrale Tradition. Königshausen & Neumann, Würzburg 2009, ISBN 3-8260-3940-8, S. 85–120.
- Marc Jongen: Das Märchen vom Gespenst der AfD. In: Cicero. 22. Januar 2014, abgerufen am 7. Februar 2019.
- Nichtvergessenheit – ein Theorieprojekt auf den Spuren der älteren und der jüngeren „Karlsruher Schule“. In: Manfred Bosch / Paulus Wall (Hrsg.): Vom alten Wahren. Lebenswelt und Transäon. Neue Beiträge zu Leben und Werk Leopold Zieglers (1881–1958). Königshausen & Neumann, Würzburg 2015, ISBN 978-3-8260-5526-3, S. 33–64.
- Migration und Streßtraining. In: Sezession, H. 76, Februar 2017.